# Перрот, Джон
Сэр Джон Перрот (англ. Sir John Perrot; ок. 1527 — сентябрь 1592, Лондон) — английский и ирландский государственный деятель, приближённый королевы Елизаветы I, один из организаторов английской колонизации Ирландии.

## Биография
В 1570—1573 годах лорд-президент Манстера (Южная Ирландия). В 1584—1588 годы — лорд-наместник Ирландии. Участвовал в подавлении антианглийского восстания в Манстере, разбив одного из его вождей — Фицмориса. Осуществил широкую конфискацию земель манстерских повстанцев, подготавливая также колонизацию северной провинции Ирландии — Ольстера. Противник религиозного фанатизма по отношению к ирландским католикам. Перрот был отозван из Ирландии, обвинён в государственной измене и заключён в Тауэр. Умер в тюрьме.